# 574

## Починали
- 7 юли – Йоан III, римски папа